# Amfreville (Calvados)
Amfreville é uma comuna francesa na região administrativa da Normandia, no departamento Calvados. Estende-se por uma área de 6,07 km². Em 2010 a comuna tinha 1 396 habitantes (densidade: 230 hab./km²).